# St. Louis Lions
St. Louis Lions is een Amerikaanse voetbalclub uit Cottleville, Missouri, nabij de stad St. Louis. De club speelt in de USL Premier Development League, de Amerikaanse vierde klasse.

## Geschiedenis
De club werd opgericht in 2006 door Tony Glavin. De in Schotland geboren ex-voetballer speelde vroeger bij Queen's Park FC en de St. Louis Steamers. Het is de intentie om van het team een profteam te maken en zo voor het seizoen 2010 toe te treden tot de USL First Division.

## Seizoen per seizoen
| Jaar | Divisie | League  | Regulier Seizoen | Playoffs                | Open Cup            |
| ---- | ------- | ------- | ---------------- | ----------------------- | ------------------- |
| 2006 | 4       | USL PDL | 4de, Heartland   | Niet gekwalificeerd     | Niet gekwalificeerd |
| 2007 | 4       | USL PDL | 2de, Heartland   | Conference halve finale | Niet gekwalificeerd |
| 2008 | 4       | USL PDL | 4de, Heartland   | Niet gekwalificeerd'    | 1ste ronde          |
| 2009 | 4       | USL PDL | 4de, Heartland   | Niet gekwalificeerd'    | 1ste ronde          |

## Ex spelers
- Calum Angus
- Tommy Heinemann
- Jarius Holmes
- Lawrence Olum
- Kyle Patterson